# Lambertuslijn
De Lambertuslijn of Lambertusleylijn is een vrijwel rechte verbindingslijn tussen zes Lambertuskerken in het oosten van Noord-Brabant. In 2002 is er voor het eerst over geschreven en esoterici veronderstellen dat dit een leylijn is. De lijn begint ten westen van Nijmegen en eindigt ten noorden van Eindhoven, via zes dorpen die min of meer op een rechte lijn liggen. In het oosten van Noord-Brabant zijn veel kerken gewijd aan de heilige Lambertus van Maastricht, de schutspatroon van het bisdom Luik, waartoe de streek tot in de zestiende eeuw behoorde. De zes kerken zijn:
- Sint-Lambertuskerk in Haren
- Sint-Lambertuskerk in Nistelrode
- Sint-Lambertuskerk in Vorstenbosch
- Sint-Lambertuskerk in Veghel
- Sint-Lambertuskerk in Zijtaart
- Sint-Lambertuskerk in Nederwetten.

De lijn is ruim 34 kilometer lang en de kerken liggen niet meer dan enkele honderden meters van een rechte lijn op het aardoppervlak. Hans Jilesen uit Veghel merkte de lijn op en maakte die in 2002 openbaar. Hij poneert ook andere leylijnen. Volgens hem herstelde deken Van Miert als bouwheer van de Veghelse kerk de Lambertuslijn in ere, en hij stelt dat schriftelijk bewijs ontbreekt wegens een taboe. De middeleeuwse voorganger van deze kerk, bij de huidige Markt en Hoofdstraat, lag overigens zuidelijker en iets oostelijker en daarmee preciezer tussen de eindpunten van de Lambertuslijn.

## Coördinaten
Hieronder een tabel met de Rijksdriehoekscoördinaten van de torens, en linkjes naar de overeenkomstige kaarten van OpenStreetMap. Ten opzichte van een rechte lijn door de eindpunten liggen de andere kerken westelijk. De kolom Afwijking geeft de afstand. 
| Torenspits   | RD x      | RD y      | Afwijking |       |
| ------------ | --------- | --------- | --------- | ----- |
| Haren        | 168671,46 | 423358,64 |           | Kaart |
| Nistelrode   | 167056,57 | 412412,74 | 200 m     | Kaart |
| Vorstenbosch | 166406,61 | 407236,13 | 180 m     | Kaart |
| Veghel       | 165718,01 | 403197,70 | 340 m     | Kaart |
| Zijtaart     | 165698,92 | 400387,18 | 20 m      | Kaart |
| Nederwetten  | 164275,10 | 389211,66 |           | Kaart |